# Гегемония Мерсии
Гегемония Мерсии (англ. Mercian Supremacy) — период англосаксонской истории между приблизительно 716 и 825 годами, в котором королевство Мерсия доминировала в системе английской гептархии. Эту фразу, по-видимому, придумал сэр Фрэнк Стентон, утверждая, что правивший в 757—796 гг. Оффа Мерсийский добился эффективного объединения Англии к югу от устья Хамбера. Отношения между Мерсией и Уэссексом в те времена являются предметом для споров историков.
Хотя точный период доминирования Мерсии остается неопределенным — в зависимости от того, включать-ли в него правление Пенды (пр. 626—655) и Вульфхера (пр. 658—675) — концом периода в основном считается 825 год и поражение Беорнвульфа в битве при Элландуне.
Историк Николас Брукс отмечал, что «мерсийцы выделяются как самые успешные из различных ранних англосаксонских народов вплоть до конца IX в.», и, за исключением трех лет под господством Нортумбрии, это справедливо для периода между 633 и 825 годами.
Описанный Бедой Достопочтимым как враг англосаксонской Нортумбрии, Пенда Мерсийский добился расширения своего королевства, но его правление закончилось смертью в битве при Винведе, за которой последовал трехлетний период власти Нортумбрии. Восстание сына Пенды Вульфхера в 658 году непосредственно предшествовало восстановлению независимости Мерсии и периоду экспансии, в течение которого её влияние простиралось на юге до острова Уайт. В этот период Мерсия уступила принадлежавшее ей королевство Линдси Нортумбрии в 661 году, но её возвращение после битвы при Тренте в 679 году закрепило за Мерсией положение доминирующего англосаксонского королевства на более чем столетие.
Власть Мерсии над англосаксонскими королевствами Эссекс, Суссекс и Кент, похоже, была незначительной до 716 года, когда Этельбальд восстановил гегемонию на более чем сорок лет. Воцарение Оффы в 757 году ознаменовало начало золотого века Мерсии. Некоторые историки предполагают, что нанесённые им поражения валлийцам и западным саксам Уэссекса установило господство Мерсии, которое оставалось неоспоримым до 825 года, когда Эгберт поддержал восстание Восточной Англии против Беорнвульфа, поражение которого при Элландуне фактически положило конец верховенству Мерсии.